# Джон Талбот, 2-й граф Шрусбері

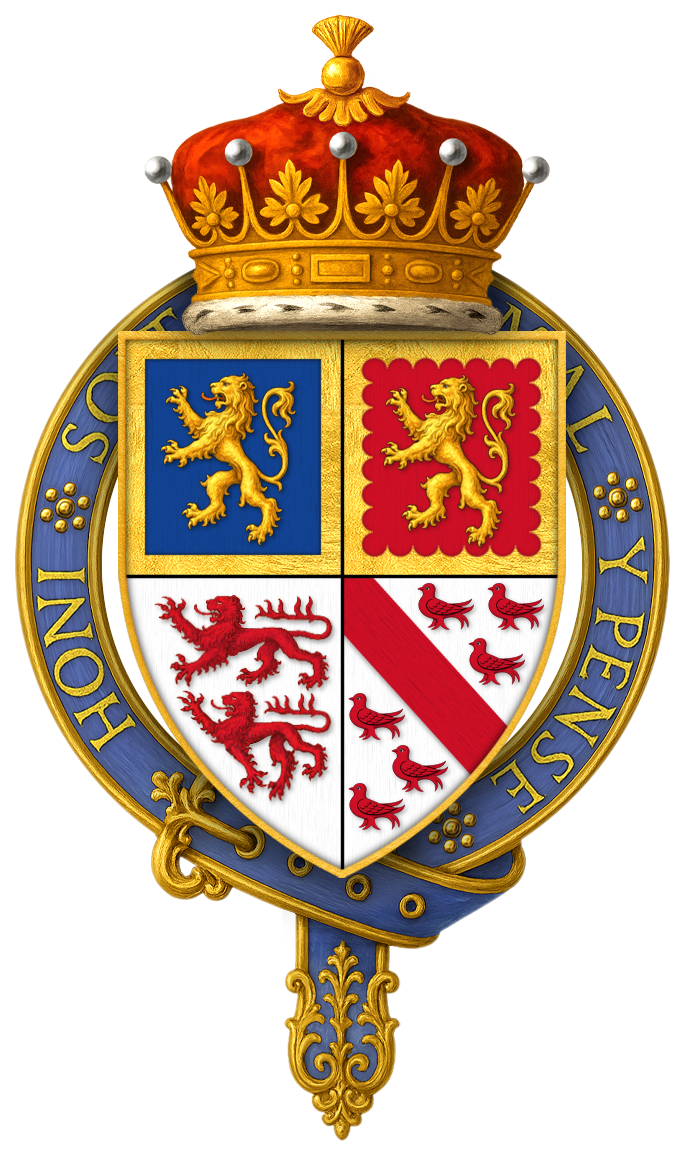
Герб Джона Телбота, ІІ графа Шрусбері.

Джон Телбот (12 грудня 1413 — 10 липня 1460) — ІІ граф Шрусбері, ІІ граф Вотерфорд, VIII барон Талбот, KG — англійський аристократ, державний та військовий діяч, лорд-канцлер Ірландії, верховний стюарт Ірландії. Він був сином Джона Талбота, І графа Шрусбері, І графа Вотерфорд, VII барона Талбота, Х барона Стренджа з Блекміра та Мод Невілл, VI баронеси Фернівалл.
Джон Телбот також мав додаткові титули ХІ барона Стрендж з Блекміра та VII барона Фернівалл. Він був посвячений у лицарі в 1426 році в Лестері разом з королем Генріхом VI. За життя свого батька він обіймав посаду лорд-канцлера Ірландії. Під час Війни Троянд Джон Телбот був прибічником Ланкастерів і служив верховним лорд-скарбником з 1456 по 1458 рік, крім того, отримав звання Лицаря Підв'язки в 1457 році. Він був убитий у битві біля Нортгемптона.

## Життєпис

### Родина
Джон Телбот був старшим сином і спадкоємцем баронства Фурнівалль. Джон Телбот народився в Шеффілдському замку, де проживала його мати. Ще хлопчиком він був посвячений у лицарі в 1426 році королем Англії Генріхом VI. Йому було даровано маєток Ворсоп у 1435/6 роках, що належав його матері за її життя. Джон Телбот склав свій заповіт у Шеффілді через рік після одруження з леді Елізабет, донькою Джеймса Батлера, IV графа Ормонд та його дружини Жанни де Бошан. Її бабусею і дідусем по материнській лінії були Вільям Бошан, І барон Бергавенні та Джоан Фіцалан. Джоан була дочкою Річарда ФіцАлана, ХІ графа Арундел та Єлизавети де Богун. Єлизавета була дочкою Вільяма де Богуна, І графа Нортгемптон.
Шлюб між Джоном та Єлизаветою, здається, був спробою подолати стару ворожнечу між родинами Телбот і Батлер, що непокоїла Ірландію протягом багатьох років і значно послабила авторитет корони Англії в Ірландії.
У них було семеро дітей:
- Леді Енн Телбот (бл. 1445 — 17 травня 1494) — вийшла заміж спочатку за сера Генрі Вернона, а потім за Ральфа Ширлі.
- Джон Телбот (12 грудня 1448 — 28 червня 1473) — ІІІ граф Шрусбері.
- Сер Джеймс Телбот (бл. 1450 — 2 вересня 1471).
- Сер Гілберт Телбот (1452 — 16 серпня 1517 або 19 вересня 1518) — спочатку одружився з Елізабет Грейсток, донькою Ральфа де Грейстока, V барона Грейстока, VIII барона Ботелера з Вем, вдруге одружився з Етельдредою (вона ж Одрі) Коттон, дочкою Вільяма Лендвейда Коттона з Лендвейда, Кембриджшир.
- Крістофер Телбот (бл. 1454 — після 1474) — ректор у Крайстчерчі, Шропшир.
- Сер Джордж Телбот (народився близько 1456 р.).
- Маргарет Телбот (народилася близько 1460 р.) — одружилась з Томасом Чавортом (помер божевільним десь у 1482—1483 роках), сином сера Вільяма Чаворта та Елізабет Боветт, дітей не було.

### Дипломат, політик та державний діяч
Джон Телбот був вихований матір'ю у Вест-Райдингу та маєтках навколо Шервудського лісу, його батько майже постійно був у від'їзді в Ірландії та у Франції по державних справах. Батько зробив його лорд-канцлером Ірландії в березні 1445 року, і він залишався на цій посаді, доки новий віце-король, герцог Йоркський, не з'явився в Дубліні в 1447 році.
Відправлений туди через два роки, герцог Йорк звинуватив ланкастерця Джона Телбота в спробі влаштувати засідку на колону в Холті після того, як він втратив більшу частину свого спадку через новий шлюб Шрусбері. Джон Телбот змушений був тікати до прибічників дому Ланкастер і приєднатися до оточення королеви Маргарити. У Дартфорді він уже висував звинувачення «йоркістським зрадникам». Він затаїв образу на молодого пихатого герцога, чия дещо марнославна, а часом зарозуміла поза його дратувала.
Щодо успадкування графства, він уже мав намір виступити проти Йорків, проти лорд-лейтенанта Ірландії, що був прибічником Йорків. Для боротьби проти Йорків він хотів отримати більшість в Палаті лордів парламенту Ірландії за допомогою свого шурина, Джеймса, графа Ормонд. Але на той час прибічники Йорків покинули Лондон, Джон Телбот засідав у суді щодо справи Генрі Персі, якого звинуватили в «державній зраді» в червні 1454 року. Його призначили на посаду Хранителя морів.
Джон Телбот неодноразово переходив то на бік Йорків, то на бік Ланкастерів, залежно від політичної ситуації, але частіше підтримував Оанкастерів і загинув перебуваючи в їхньому війську. Перейшовши на бік Йорків він уклав спілку з Ральфом, лордом Кромвелем і з кланом його матері, з Невіллами. Вони вирушили з військом на південь до першої битви біля Сент-Олбанс в 1455 році. Після нерішучої сутички Уорік перейшов на бік Шрусбері і, таким чином, вступив у бій з Кромвелем. Останній невдовзі помер, і Шрусбері вирішив бути з Йорком і Ворвіком, які тепер стали об'єднаною партією. Він підтримував Джорджа Невілла в його бажанні стати архієпископом.
Усвідомлюючи можливу зраду «професійної армії» Йорків, він став на бік Ланкастерів і королеви Маргарет, яка 14 вересня 1456 року підняла його до лорда-скарбника Англії. Перебування Джона Талбота на посаді верховного лорд-скарбника припало на час «Великого золотого і срібного голоду» і «Великого занепаду» в Англії. Він був присутній на проходженні королівської армії через Мідлендс наприкінці 1456 року. Під час Великої ради в палаці Ковентрі деякі депутати парламенту сказали йому, що він повинен воювати з французами.
Він продовжував політику оподаткування для сплати боргів королівської скарбниці та штрафів у судових розглядах. Наступного року він організував нагородження графа Девон для заохочення його виступати посередником для свого друга, герцога Йоркського. Спроба королеви Маргарет встановити мир у королівстві зазнала невдачі, а Шрусбері, який мав найбільшу владу з Вілтширом, отримав титул Лицаря Ордену Підв'язки, хранителя королівських конюшень і головного дворецького.
Далеко не компетентний скарбник, він поступився місцем Вілтширу після одного року у Великій Раді Вестмінстера в жовтні 1458 року. Посланий на посаду головного судді Чешира в 1459 році, він допоміг парламенту проголосити прихильників Йорків поза законом.
10 липня 1460 року під час битви при Нортгемптоні його знайшли прихильники Йорків біля королівського намету і вбили мечем.